# Electrona risso
Electrona risso — вид міктофових риб.

## Етимологія
Вид названий на честь французького натураліста Антуана Ріссо.

## Поширення
Вид досить поширений у тропічних та субтропічних морських водах. Відсутній у Мексиканській затоці та Карибському морі, на півночі Індійського океану, Червоному морі, західній частині Тихого океану, Південнокитайському морі. Трапляється на глибині від 90 до 1485 метрів.

## Опис
Риба завдовжки 6-8 см.

## Спосіб життя
Розповсюдження виду обмежене ізотермами 10 °С та 15 °С. Основу раціону скаладають веслоногі раки.